# The Soundtrack of Our Lives
I Soundtrack of Our Lives, abbreviato in T.S.O.O.L., è stato un gruppo musicale alternative rock / rock psichedelico svedese originario di Göteborg.
Influenzati dal punk rock, dal rock psichedelico e dall'ermetismo nella musica tanto quanto nello stile, cantano in inglese. Sono stati attivi dal 1996 al 2012, pubblicando sei album studio e tre raccolte.

## Storia
La band si costituì nel 1995. Ne facevano parte Torbjörn "Ebbot" Lundberg, Björn Olsson, Ian Person, Kalle Gustafsson Jerneholm, Fredrik Sandsten e Martin Hederos. Svariati membri del nucleo originario, tra cui il cantante Ebbot Lundberg, avevano fatto parte degli Union Carbide Productions, una band punk rock.
Olsson, chitarrista che aveva contribuito a dare alla band un suo sound caratteristico, lasciò il gruppo dopo il primo album, Welcome to the Infant Freebase (Telegram, 1996), salutato positivamente da critica e pubblico in Svezia, per intraprendere la carriera solista. Fu rimpiazzato da Mattias Bärjed, anch'egli passato a comporre musica come solista, come altri membri della band.
La band ebbe successo negli Stati Uniti nel 2002 con il terzo album, Behind the Music, pubblicato l'anno prima in Svezia.
Nel 2002 fecero da supporto agli Oasis durante la tappa nordamericana e italiana del tour di Heathen Chemistry.
Possono vantare una nomination come Best Alternative Album ai Grammy Awards del 2003.
Nel 2012, successivamente all'uscita dell'ultimo album "Throw It to the Universe", la band decide di ritirarsi dalle scene, dopo 16 anni di attività.
Ebbot Lundberg realizza nel 2012 l'album "There's Only One of Us Here", mentre il chitarrista Mattias Bärjed forma i Free Fall, il cui album d'esordio, "Power and Volume", è stato pubblicato nel 2013 per la Nuclear Blast.

## Formazione
- Ebbot Lundberg - voce
- Ian Person - chitarra
- Mattias Bärjed - chitarra
- Martin Hederos - tastiera
- Kalle Gustafsson Jerneholm - basso
- Fredrik Sandsten - batteria

## Discografia

### Album studio
- Welcome to the Infant Freebase (1996)
- Extended Revelation for the Psychic Weaklings of Western Civilization (1998)
- Behind the Music (2001)
- Origin Vol. 1 (2004)
- Communion (2008)
- Throw It To the Universe (2012)

### EP
- Homo Habilis Blues (1996)
- Gimme Five! (2000)

### Raccolte
- A Present from the Past (2005) Telegram
- Golden Greats no. 1 (2010) Telegram
- Rest in Piece 1994–2012 (2014) Parlophone S

### Singoli
- Instant Repeater '99 (1996)
- Blow My Cool (1997)
- Mantra Slider (1998)
- Black Star (1998)
- Firmanent Vacation (1998)
- Avenger Hill Street Blues (1999)
- Still Aging (2001)
- Nevermore (2001)
- Sister Surround (2001)
- 21st Century Rip Off (2001)
- Big Time (2004)
- Believe I've found (2004)
- Heading for a Breakdown (2005)
- The Immaculate Convergence (2010)
- Try Again (2012)
- What's Your Story? (2012)
- Shine On (There's another day after tomorrow) (2012)